# Trochospongilla minuta
Trochospongilla minuta är en svampdjursart som först beskrevs av Thomas Henry Potts 1881.  Trochospongilla minuta ingår i släktet Trochospongilla och familjen Spongillidae. Inga underarter finns listade i Catalogue of Life.